# Haibao
Haibao fue la mascota oficial de Expo 2010 que se celebró en Shanghái entre el 1 de mayo y el 31 de octubre de 2010. El personaje está inspirado en el pictograma chino  人 (ren), que significa persona. Su nombre significa tesoro del mar.

## Historia
Haibao fue la mascota seleccionada entre 26.655 candidatos para representar a la Expo Shanghái. Para elegir la mascota se convocó un concurso mundial de cuatro meses de duración. La organización habló además con compañías especializadas en la materia para obtener su apoyo. El jurado estaba compuesto por 11 personas. La compañía ganadora fue Yokan Corporate Identity.